# Робінсон Сапата
Робінсон Сапата (ісп. Róbinson Zapata, нар. 30 вересня 1978, Флорида) — колумбійський футболіст, воротар клубу «Санта-Фе».
Виступав, зокрема, за клуб «Стяуа», а також національну збірну Колумбії.

## Клубна кар'єра
Народився 30 вересня 1978 року в місті Флорида. Вихованець футбольної школи клубу «Америка де Калі». Дорослу футбольну кар'єру розпочав 1998 року в основній команді того ж клубу, в якій провів два сезони, взявши участь у 18 матчах чемпіонату. 
Згодом з 2001 по 2007 рік грав у складі команд клубів «Реал Картахена», «Америка де Калі», «Росаріо Сентраль», «Індепендьєнте» (Авельянеда), «Бельграно», «Депортес Ла-Серена» та «Кукута Депортіво».
Своєю грою за останню команду привернув увагу представників тренерського штабу клубу «Стяуа», до складу якого приєднався 2007 року. Відіграв за бухарестську команду наступні чотири сезони своєї ігрової кар'єри. Більшість часу, проведеного у складі «Стяуа», був основним голкіпером команди. Відзначався досить високою надійністю, пропускаючи в іграх чемпіонату в середньому менше одного голу за матч.
Протягом 2011—2013 років захищав кольори клубів «Галатасарай», «Депортіво Перейра», «Ітагуї» та «Мільйонаріос».
До складу клубу «Санта-Фе» приєднався 2014 року. Відтоді встиг відіграти за команду з Боготи 28 матчів в національному чемпіонаті.

## Виступи за збірну
2007 року дебютував в офіційних матчах у складі національної збірної Колумбії. Наразі провів у формі головної команди країни 4 матчі, пропустивши 1 гол.
У складі збірної був учасником Кубка Америки 2007 року у Венесуелі, Кубка Америки 2016 року в США, на якому команда здобула бронзові нагороди.

## Титули і досягнення

### Клубні
- «Америка де Калі»

Чемпіон Колумбії (1): 2000
- «Кукута Депортіво»

Чемпіон Колумбії (1): Фіналізасьйон 2006
- «Санта-Фе»

Чемпіон Колумбії (2): Фіналізасьйон 2014, Фіналізасьйон 2016
Володар Південноамериканського кубка (1): 2015
Переможець Суперліги Колумбії (2): 2015, 2017
Володар Кубка банку Суруга (1): 2016

### Збірні
- Колумбія

 Бронзовий призер Кубка Америки (1): 2016